# Action Quake 2
Action Quake 2 là bản mod dành cho tựa game bắn súng góc nhìn người thứ nhất Quake II do The A-Team tạo ra. Action Quake 2 được phát triển để tái tạo giao diện của một bộ phim hành động, có nhịp độ nhanh và hệ thống sát thương bán thực tế. Game sở hữu nhiều màn chơi tái tạo các bối cảnh thực tế, chẳng hạn như đường phố và tòa nhà văn phòng, với nhiều loại vũ khí và thiết bị cân bằng lấy cảm hứng từ thể loại phim hành động.
Action Quake 2 về cơ bản là một phiên bản deathmatch và deathmatch đồng đội, trong đó hầu hết các yếu tố cổ điển đềuđược sửa đổi ở một mức độ nào đó. Thiệt hại cho các chi trên cơ thể chẳng hạn như bắn vào chân bằng bất kỳ vũ khí nào sẽ gây ra tổn thương và chảy máu, đồng thời làm tê liệt chuyển động của người chơi cho đến khi họ tự băng bó. Game phát hành lần đầu vào năm 1998 và vẫn có một cộng đồng người chơi tích cực kể từ năm 2022.

## Tổng quan

Ảnh chụp màn hình cảnh đấu súng trong game.

Nhờ phong cách chơi độc đáo, vũ khí thực tế và tốc độ nhanh nhẹn, Action Quake 2 đã trở thành một trong những bản mod Quake II phổ biến nhất. Bản mod đã thu hút sự chú ý của hãng id Software vào tháng 6 năm 1998, với ý định đưa bản mod này gộp vào Quake II: Internet Pack No. 1 (Netpack 1): Extremities sắp tới của họ, một sản phẩm bổ sung thương mại dành cho Quake II. Đĩa CD phần mở rộng này được phát hành tại Mỹ vào ngày 26 tháng 11 năm 1998, bao gồm phiên bản cuối cùng 1.0c của Action Quake, cùng với 11 bản mod có sẵn công khai khác, bộ sưu tập màn chơi phần deathmatch của Quake 2 kèm theo giao diện người chơi. Các thành viên của nhóm phát triển sau này vẫn tiếp tục làm ra những trò như Action Half-Life và Counter-Strike.  Một nhóm phát triển tiếp theo đã phát hành lại dưới dạng gói mã nguồn mở có tên là AQtion vào ngày 1 tháng 6 năm 2022.

## Lối chơi
Có tới sáu mục chơi chính trong Action Quake 2: Deathmatch (Free For All) và Teamplay. Trong phần chơi Deathmatch, điểm hồi sinh được phân bổ trên hầu hết màn chơi và người chơi giao chiến theo kiểu "tự lực cánh sinh" nhằm cố gắng đoạt được nhiều mạng nhất có thể. Màn chơi thay đổi chỉ khi người chơi đáp ứng một trong hai điều kiện: đạt đến giới hạn thời gian (và ai có nhiều mảnh lựu đạn nhất sẽ "thắng cuộc"), hoặc đạt đến giới hạn mảnh lựu đạn (và ai đạt đến giới hạn đó sẽ "thắng cuộc"). Theo mặc định, mỗi người chơi sinh ra chỉ với một khẩu súng lục và một con dao chiến đấu. Trang bị bổ sung có thể được chọn trên khắp màn chơi, nhưng trong Action Quake 2 DM ất cả các loại vũ khí khác ngoài súng lục, dao và lựu đạn đều là "độc nhất", nghĩa là chỉ có một loại tồn tại trên bản đồ đó vào bất kỳ thời điểm nào. Những mục chơi khác là các biến thể của các chủ đề này bao gồm Capture The Flag (cướp cờ), Deathmatch (tử chiến) theo đồng đội, Espionage (gián điệp) và Offline play (kiểu chơi ngoại tuyến).
Trong Teamplay, người chơi được chia thành hai đội và chơi theo vòng đấu. Người chơi chọn một vũ khí chính và một vật phẩm để sử dụng, ngoài khẩu súng lục và dao mặc định. Các đội xuất hiện ở các phía đối diện của bản đồ và sau đó được thả ra để tiêu diệt lẫn nhau. Nếu một đội loại bỏ đội kia, họ sẽ thắng vòng đấu.